# Neustädter Tor (Potsdam)

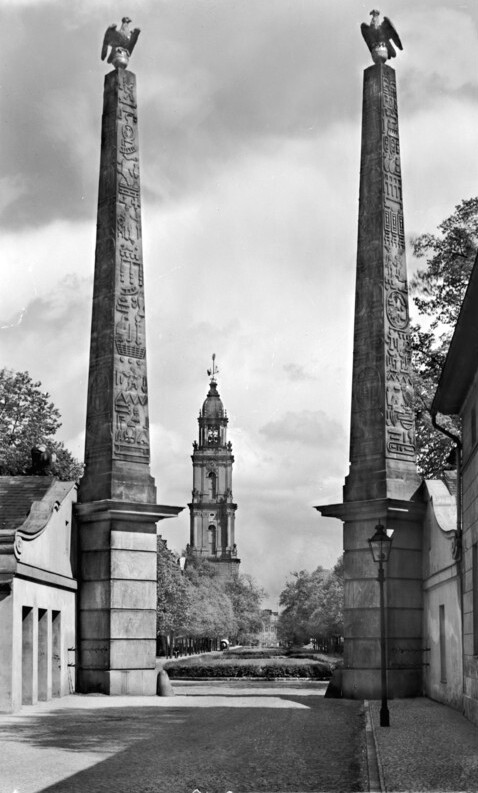
Neustädter Tor, im Hintergrund die Garnisonkirche, 1928

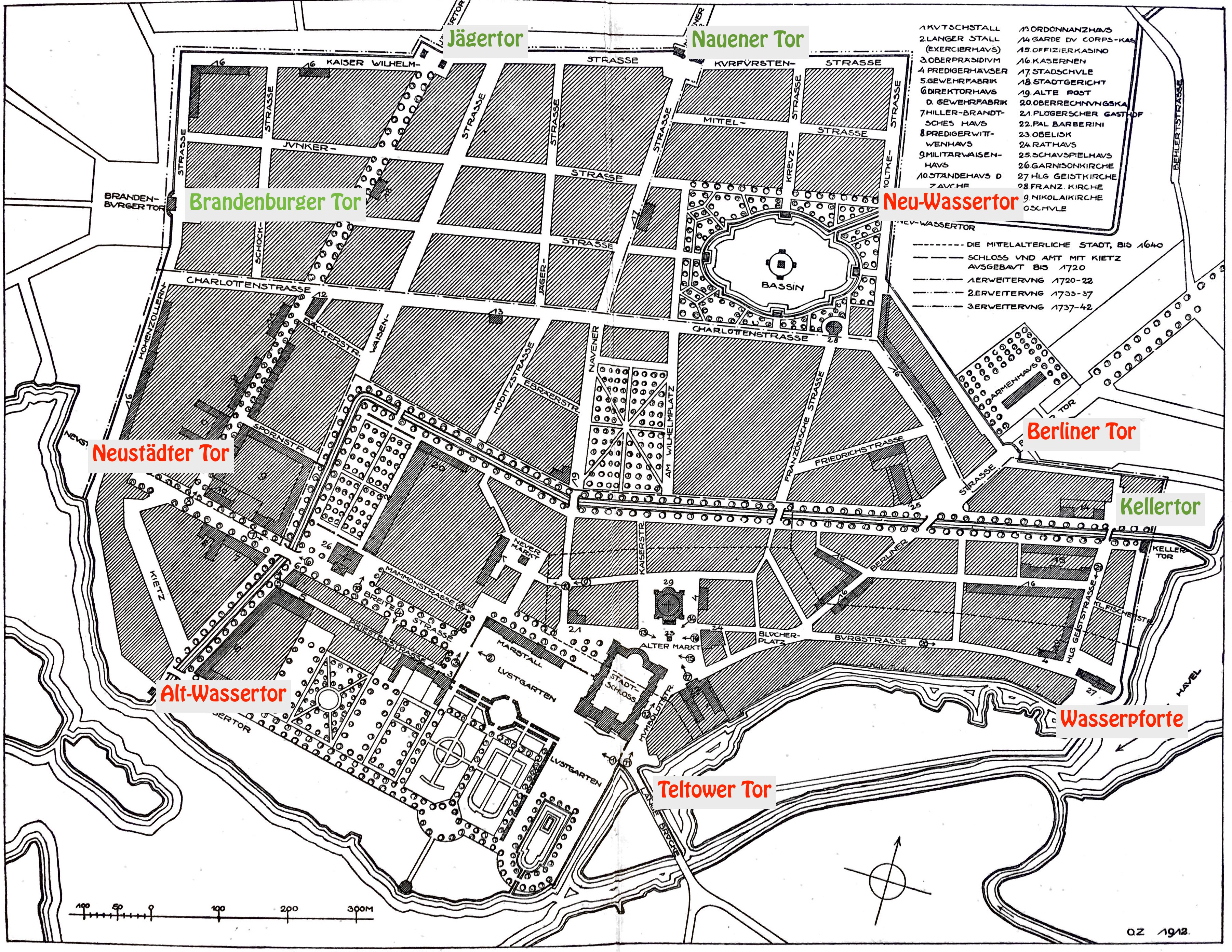
Potsdams Stadttore

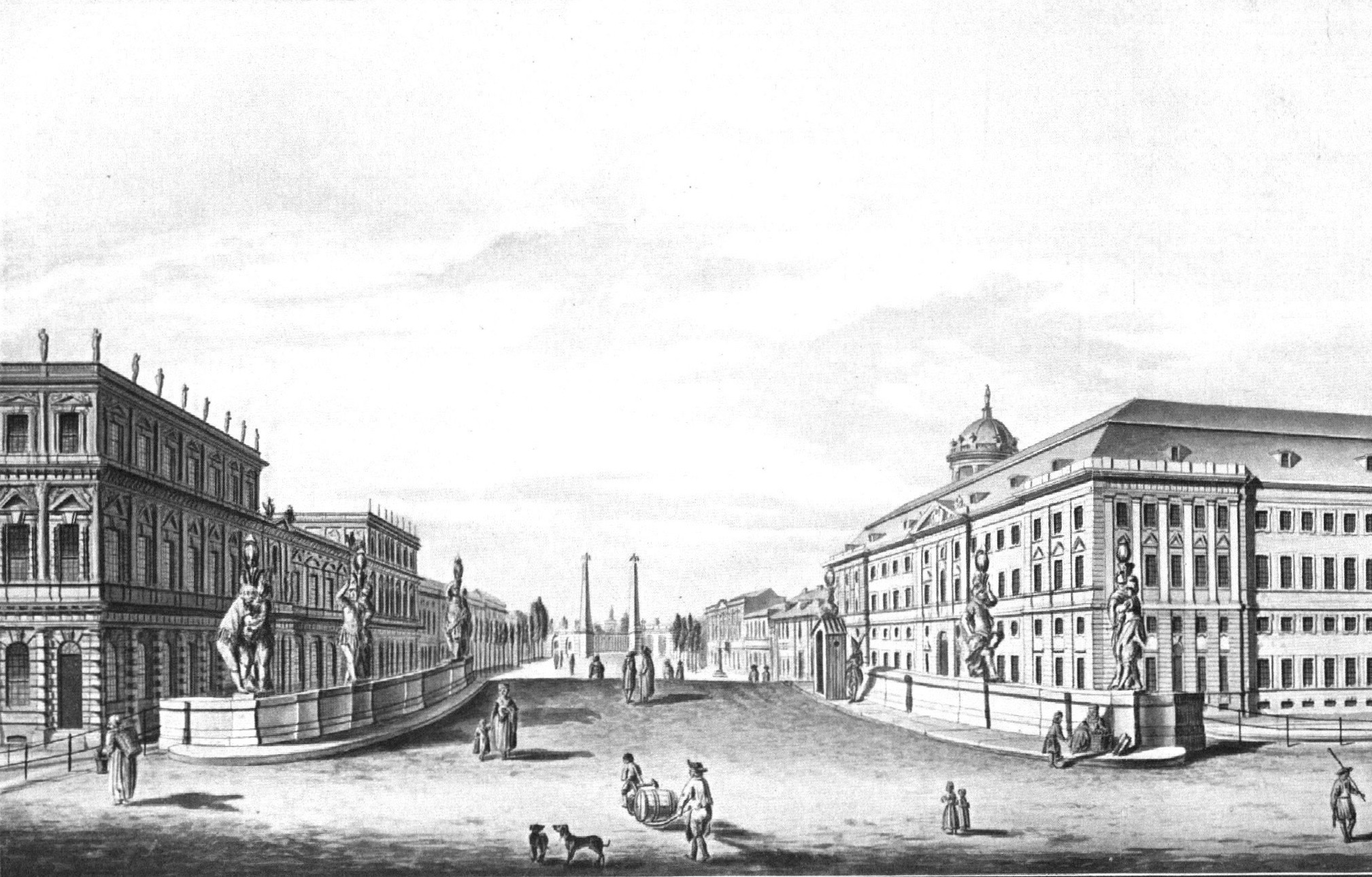
Andreas Ludwig Krüger, Blick über die Breite Brücke durch die Breite Straße nach dem Neustädter Tor (Ausschnitt)

Das Neustädter Tor war eines der ursprünglich zehn Potsdamer Stadttore, von denen noch drei vollständig und neben dem rekonstruierten Kellertor zwei weitere in Fragmenten (Berliner und Neustädter Tor) im Stadtbild erhalten sind. Das barocke Tor befand sich am Ende der Breiten Straße und bildete einen Durchgang durch die zu Beginn des 18. Jahrhunderts errichtete Akzise- und Desertationsmauer. Der verbliebene Obelisk wurde 1981 in der Nähe des ursprünglichen Standorts aufgestellt.

## Geschichte
Bereits während der ersten Stadterweiterung 1713 bis 1724 ließ Friedrich Wilhelm I. einen Wall mit Palisaden um die Potsdamer Innenstadt errichten, um die Akzise zu erheben sowie – vor allem – die Desertation von Soldaten zu verhindern. Die Akzise war ab 1680 eine Verbrauchssteuer für Städte nach holländischem Vorbild. Der Zugang war durch vier Stadttore für Händler, Kaufleute und Besucher möglich. Bereits 1722 entstand im Zusammenhang mit der ersten barocken Stadterweiterung ein noch völlig schmuckloser Vorgängerbau, der auch nach der zweiten barocken Stadterweiterung, als die Stadtgrenze weiter nach Westen verlegt wurde, erhalten blieb, aber nun ohne Funktion war.

### Errichtung 1753
1753 beauftragte Friedrich II. seinen Baumeister Georg Wenzeslaus von Knobelsdorff, das Stadttor im Rahmen der repräsentativen Umgestaltung der Residenzstadt neu zu errichten. Die Toranlage stand nun weiter stadtauswärts an der Einmündung der heutigen Schopenhauerstraße in die unter dem Großen Kurfürsten angelegte Breite Straße, die sich weiter westlich als Sichtachse fortsetzte. Zur gleichen Zeit entstand auch das Berliner Tor.
Das Tor bestand aus zwei Postamenten, die der Potsdamer Hofbaurat Heinrich Ludwig Manger folgendermaßen beschrieb:

„Die Postamente derselben waren jeder siebenzehen dreyviertel Fuß hoch, der Würfel fünf Fuß ins Gevierdte stark, und aus achtzehen Stücken Stein zusammengesetzt. Die Spitzsäulen selbst hatten zwey und vierzig Fuß Höhe, unten drey dreyviertel, oben aber nur, ein zweyfünftel Fuß Stärke, und jede bestand aus ein und zwanzig Stücken, von ungefähr zwey Fuß Höhe. Auf der obern Grundfläche der Spitze von zwey Quadratfuß war eine Kugel von zwey und einem halben Fuß im Durchschnitt, und ein Adler mit ausgebreiteten Flügeln drey und einen halben Fuß hoch angebracht, so, daß die ganze Höhe fünf und sechszig und dreyviertel Fuß ausmachte.
Die Kugel und der Adler hatten ein Gewicht von dreyßig Centnern, wogegen die ganze spillenförmige Spitzsäule von zwey und vierzig Fuß hoch ungefähr hundert und zwanzig Centner schwer war.“

Die auf den Obelisken angebrachten Hieroglyphen waren den echten ägyptischen Schriftzeichen, deren Bedeutung damals noch unbekannt war, nach künstlerischen Gesichtspunkten nachempfunden. Das Tor wurde durch eine Mauer mit zwei angeschlossenen Torhäusern gerahmt und bildete so einen repräsentativen Abschluss der Sichtachse vom Stadtschloss und Lustgarten in Richtung Westen mit einer Bündelung der kurfürstlichen Sichtachse auf den Park Sanssouci. Zwischen den beiden Obelisken befanden sich zwei Schmiedegitter.
Zum Neubau des Tores schrieb Manger:

„Am Ende der breiten Straße vom Schlosse aus war, jedoch im Bezirk der Stadt, ein altes Wachthaus für soviel Mannschaft, als zu Ablösung der nächsten Posten erfordert wurden, damit solche nicht von allzu entfernten Wachen zu gehen nöthig hätten, zugleich auch eine Art von Gitterthor, das aber nicht verschlossen wurde. Dieses zusammen ließ der König noch im November dieses Jahres abbrechen, und den Grund zu einem neuen Thore, auf der rechten Seite des Ausgangs, zu einer neuen Wache, und auf der linken zu einem ähnlichen Gebäude legen, das zu einem Thorschreiber Hause hätte dienen können, wenn ein dergleichen den Fremden eben nicht angenehmer Mann allda wäre nöthig gewesen.
Das eigentliche Thor formirten an den Seiten zwey Obelisken von Pirnaer Sandstein, deren Postamente im Würfel 5 Fuß ins Gevierdte, und mit Plinte und Brustgesims 18 Fuß Höhe hatten. Die darauf stehende Obelisken waren unten übereck 5 Fuß, und oben eben so 3 Fuß stark, ihre Höhe betrug 42 Fuß, und auf ihre Spitzen kamen steinerne Adler mit ausgebreiteten Flügeln 7 Fuß hoch; alles nebst den beiden Gebäuden nach der Idee und Zeichnung des Baron von Knobelsdorf. Letztere, die feststehende steinernen Adler, thaten in der Folge den so sehr schlanken nadelförmigen Obelisken großen Schaden, wie an seinem Orte vorkommen wird. Die Thoröffnung ward mit zwey eisernen Gitterflügeln versehen, die aber auch nicht zu verschließen nöthig waren, weil das Thor nicht außerhalb der Stadt führte. Jedes der Häuser auf den Seiten erhielt 43 Fuß Länge, 26 Fuß Tiefe und ein Geschoß von 20 Fuß Höhe.
Kambly und Müller verfertigten die beiden Adler für 100 Thaler, und die Hieroglyphen ohne Bedeutung, für 200 Thaler, desgleichen 6 Schlußsteinköpfe an die Gebäude für 60 Thaler. Giese aber vier große Trophäen für 240 und 4 kleine für 140 Thaler, jedoch alles ohne den Stein dazu gerechnet.“

Als mögliche Vorbilder werden in der Literatur zum einen der zweite Entwurf für das Schloss Schönbrunn von Johann Bernhard Fischer von Erlach mit der Darstellung einer von zwei Obelisken flankierten Toranlage und zum anderen die allerdings nur mit Reliefs von Obelisken verzierte Porte Saint-Denis in Paris genannt. Das nach Plänen von François Blondel 1672 errichtete Pariser Stadttor kann Knobelsdorff von seiner 1740 unternommenen Studienreise aus eigener Anschauung bekannt gewesen sein.

### Reparatur 1772
Bereits 1770 zeigten sich Mängel an den Obelisken, die durch die beiden sehr schweren steinernen Adler verursacht wurden. Die Obelisken neigten sich bei Stürmen und richteten sich anfangs wieder auf, blieben später aber schief stehen. Da der König nichts von einer Reparatur wissen wollte, die Obelisken aber einsturzgefährdet waren, wurden die entstandenen Fugen am Fuße mit Eisenklammern notdürftig repariert. Das stellte allerdings keine dauerhafte Lösung dar, so dass die Obelisken zwei Jahre später abgetragen werden mussten.
1772 erfolgte eine grundlegende Überarbeitung der Säulen, die für die schweren Adler und die Kugeln zu klein dimensioniert waren. In beide Säulen wurden Achsen aus bestem schwedischem Eisen eingezogen, die aus vier Teilen zusammengesetzt wurden. Am Boden hatten sie einen Durchmesser von dreieinhalb Zoll und an der Spitze von einem halben Zoll. Die Abschnitte wurden durch 15 Zoll lange Ansätze (Muffen) verbunden. Auf dem Deckel des Postaments, am Fuße der Säulen, wurde ein starkes geschmiedetes Kreuz angebracht. Die Steine wurden diagonal zerschnitten, genau an die Stange angepasst und verklammert und schließlich alles zum Schutz sorgfältig mit Blei ausgegossen. Die beiden Kugeln mit den Adlern wurden ebenfalls durchbohrt und mit einer eisernen Buchse am oberen Teil der Achse befestigt und die Verbindung ebenfalls mit Blei vergossen. Allerdings brachten auch diese Arbeiten keine Besserung, da die Adler für die grazilen Säulen zu schwer waren.

### Neubau 1776
Nachdem die Säulen sich nach nur wenigen Jahren wieder stark verbogen hatten, bewilligte der König 1776 eine Neuausführung derselben von den Postamenten an. Die Säulen wurden erneut abgetragen und aus Sandsteinquadern, „so dicke als man sie haben konnte“, neu aufgebaut, wobei die Steine genau aneinander angepasst und die Fugen mit Weißkalk ausgefüllt wurden. Die steinernen Adler wurden durch blecherne ersetzt, die beweglich befestigt waren und sich nach dem Wind drehen konnten. Danach „sollen diese Obelisken sich in keinem Jahrhunderte wieder im geringsten biegen oder sonst schadhaft werden“.
1829, als das Tor seine ursprüngliche Funktion verloren hatte, richtete Wilhelm von Türk im Torschreiberhaus eine als „Pflege-Anstalt“ bezeichnete Kinderbewahranstalt für Kinder von ein bis vier Jahren ein. Die Einrichtung war bis mindestens in die 1930er Jahre in Betrieb, vermutlich bis zur Zerstörung des Neustädter Tores am 14. April 1945.

### Zerstörung im Zweiten Weltkrieg und Wiederaufstellung des Obelisken

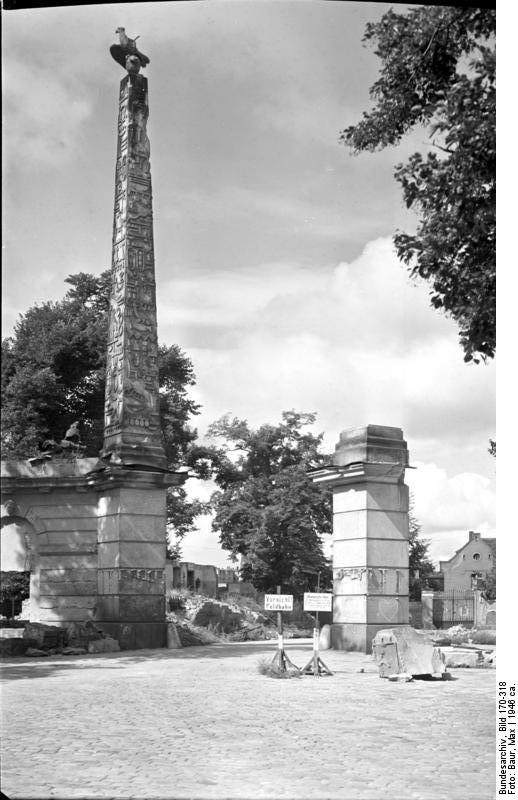
Beschädigtes Neustädter Tor, Ansicht von Osten, um 1946

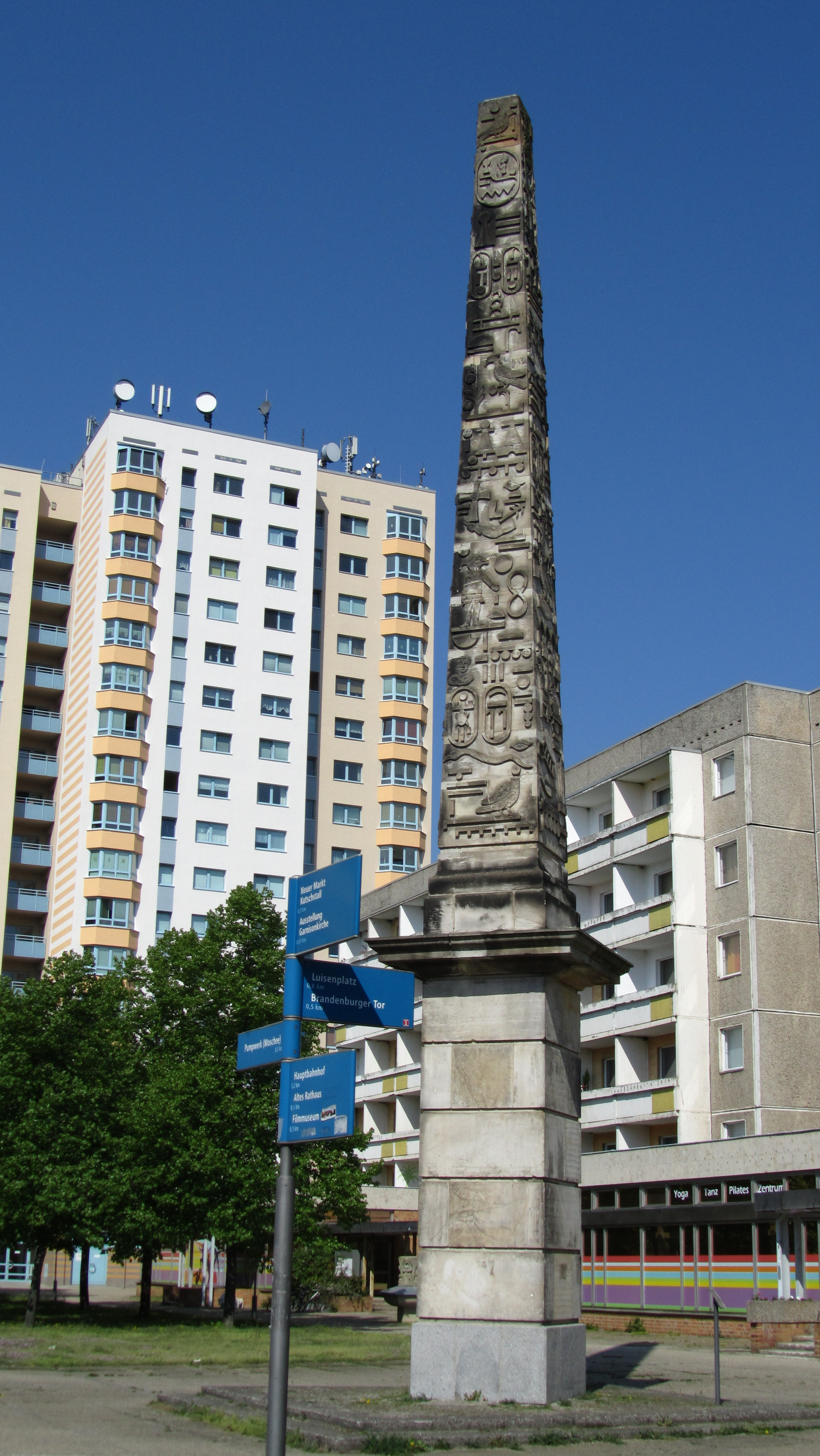
Verbliebener Obelisk

Beim Luftangriff auf Potsdam am 14. April 1945 wurde auch das Neustädter Tor stark beschädigt. Eine Säule stürzte um, und die anliegenden Wachhäuschen wurden zerstört. Die Stadtplanung der Nachkriegszeit sah vor, die Breite Straße weiter nach Westen bis zur heutigen Zeppelinstraße zu verlängern. Hierfür wurde der nördlichste Teil der Neustädter Havelbucht mit Trümmern von im Zweiten Weltkrieg zerstörten Bauten zugeschüttet. 1969 wurde das zerstörte Tor mit den Resten der Torgebäude abgetragen. 1972–1973 erfolgte die geplante Verlängerung der Breiten Straße (damals: Wilhelm-Külz-Straße) mit Anbindung an die Zeppelinstraße (damals: Leninallee).
Der erhaltene Obelisk wurde im Jahr 1981 restauriert und ohne krönenden Adler in der damaligen Wilhelm-Külz-Straße auf einer Freifläche östlich der Einmündung der Schopenhauerstraße aufgestellt (Lage). Er erinnert in der Nähe seines ursprünglichen Standorts an das ehemalige Stadttor. Der Adler, der stark beschädigt die Zerstörung des Tores im Zweiten Weltkrieg überstand, befindet sich seit 2012 in der ständigen Ausstellung des Potsdam-Museums.